# Bajo Voga
El Bajo Voga (en portugués: Baixo Vouga) es una subregión estadística portuguesa, parte de la Región Centro y del Distrito de Aveiro. Limita al norte con la Grande Área Metropolitana do Porto, al este con el Viseu-Dão-Lafões, al sur con el Bajo Mondego y al oeste con el Océano Atlántico. Área: 1804 km². Población (2001): 385.725. 
Comprende 11 municipios (concelhos):
- Águeda
- Albergaria-a-Velha
- Anadia
- Aveiro
- Estarreja
- Ílhavo
- Murtosa
- Oliveira do Bairro
- Ovar
- Sever do Vouga
- Vagos

El principal centro urbano es la ciudad de Aveiro. Otras ciudades son: Águeda, Albergaria-a-Velha, Esmoriz (en el término municipal de Ovar), Estarreja, Gafanha da Nazare (en el término municipal de Ilhavo), Ilhavo, Oliveira do Bairro y Ovar.
El puerto principal es el puerto de Aveiro (Porto de Aveiro).
El Bajo Voga corresponde a la Comunidad Intermunicipal de Región de Aveiro (Regiao de Aveiro).
- Datos: Q804042